# Бонаюти, Бальдассаре
Бальдасса́ре Бонаюти, он же Маркьонне ди Коппо Стефани (итал. Baldassàrre Bonaiuti, Baldassàre Buonaiuti, Marchiònne di Coppo Stefanii; 1336, Флоренция — 1385 или 1386, там же) — итальянский хронист, политик и дипломат из Флоренции, один из летописцев Флорентийской республики, автор «Флорентийской хроники» (итал. Cronaca fiorentina).

## Биография
Родился в начале 1336 года во Флоренции в семье Коппо Стефани де Бонаюти и Джеммы ди Данте ди Ринальдо, принадлежавших к сословию пополанов. Предки отца, зажиточного банкира, несколько раз избиравшегося капитаном благотворительного общества Орсанмикеле, были успешными торговцами, сторонниками гвельфов, известными с начала XIII века.
При рождении получил имя Бальдассаре (итал. Baldassarre), однако сам предпочитал, чтобы его называли Маркьонне (итал. Marchionne, или Marconne), или Мельхионне (итал. Melchionne), возможно, в честь одного из библейских волхвов. Распространившийся в литературе его псевдоним Маркьонне ди Коппо Стефани (итал. Marchionne di Coppo Stefani) возник из-за ошибки первого издателя его хроники Ильдефонсо ди Сан-Луиджи, ошибочно посчитавшего фамилией «Стефани», которое на самом деле является отчеством.
В возрасте 15 лет он потерял обоих родителей, оставшись на попечении родственников, и вырос в родном доме, располагавшемся в приходе Св. Апостолов в квартале Лунгарно дель Аччьайоли, вместе с родной сестрой Джованной, а также сводными братьями и сводными сестрами от первого брака отца. Систематического образования, по-видимому, не получил, не владея свободно латынью, однако, рано приобщившись к банковским и торговым делам, приобрёл некоторую грамотность и немалый опыт в финансовых вопросах. Благодаря авторитету покойного отца, обладал широкими связями в среде городской Синьории, ведущих банковских домах и торгово-ремесленных корпорациях, получив доступ к важным государственным документам.
Политическая и дипломатическая карьера его началась не позже февраля 1366 года, когда он внесён был в списки магистратов под знаменем Гадюки (итал. Vipera) от округа Санта-Мария-Новелла. Уже в 1367-м послан был в Неаполь, где сделал доклад об отношениях Флоренции с Анжуйским домом. Из Неаполя он сопровождал королеву Джованну I в Рим для встречи с папой Урбаном V. Заручившись поддержкой местных гвельфов, участвовал во многих дипломатических миссиях от имени Флорентийской республики.
В 1376 году, во время «Войны восьми святых» (1375—1378), в которой Флоренции выступила против папы Григория IX, он вместе с Филиппо ди Аламанно Кавиччули был послом в Болонье, чтобы поддержать местные власти против Висконти, занявшись здесь также набором бретонских наёмников. В 1377 году он фактически командовал войсками, направленными из Флоренции в крепость Портико-ди-Романья, занятую графами Гуидо и Джованни д'Аццо дельи Убальдини. По возвращении из похода, он отправлен был в Монтекатини, а в 1378—1380 годах исполнял дипломатические миссии в ряде других городов. В 1381 году в качестве посла находился при дворе германского короля Вацлава (Венцеля).
Его позиция по отношению к восстанию чомпи, которое он подробно описал в своей хронике, кажется нейтральной, однако 2 сентября 1378 года он выступил перед приорами в защиту капитана Бартоломео Смедуччи из Сан-Северино, обвинённого в измене и связях с мятежниками, а в конце того же года в числе других 64 граждан избран был в комиссию, уполномоченную выработать новую смету расходов в пользу младших цехов, интересы которых представлял избранный в мае 1378 года гонфалоньером справедливости и городским пропосто Сальвестро де Медичи. Будучи сторонником и функционером режима младших цехов (1378—1382), Бонаюти был, очевидно, недоволен народным правлением 1343—1378 годов, и в дальнейшем не проявлял заметной симпатии к городским низам. В марте 1382 года он стал членом флорентийской балии, поддерживавшей местных магнатов и способствовавшей переходу власти к олигархическому правительству.
В последние годы жизни устранился от политики, занявшись составлением своей хроники. Умер во Флоренции в августе 1385 года, по другим данным, не ранее 13 июня 1386 года, которым датируется официальный указ о взыскании с него штрафа и увольнении из городской администрации за «крамольные слова». Из документов местных архивов следует, что он владел собственным домом во Флоренции и загородной фермой.

## Семья
Состоял в браке с Костанцей ди Гуидо дель Адимари, но, если у них и были дети, никто из них, согласно архивным данным, не дожил до зрелого возраста. От первого брака отца с некой Тегианой имел сводных братьев Бонифацио и Якопо, а также сводных сестёр Маргариту, Сандру и Элизабетту, которая постриглась в монастыре ордена гумилиатов  Сан-Марта во Флоренции.

## Сочинения
Автор «Флорентийской хроники» (итал. Cronaca fiorentina di Marchionne di Coppo Stefani), или «Истории Флоренции в 12 книгах от основания города до 1386 года по Р. Х.» (итал. Istoria Fiorentina dalla fundazione agli anno di Christo 1386 Libri 12), которую он начал составлять в 1378 году на вульгарной латыни, закончив работу незадолго до своей смерти.

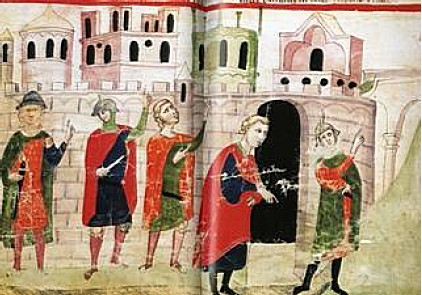
Знатные флорентийцы. Миниатюра из рукописи «Новой хроники» Джованни Виллани XIV в.

Основными источниками для хроники, наряду с официальными документами из архива городской коммуны, послужили «Хроника пап и императоров» Мартина Опавского (1278), «Новая Хроника, или История Флоренции» Джованни Виллани (1348), а также, возможно, её продолжения до 1364 года, составленные братом и племянником последнего Маттео и Филиппо Виллани. Демонстрируя некоторую эрудицию, не слишком начитанный Бонаюти цитирует также Священное писание, сочинения Вергилия, Дарета Фригийского и пр.
Хроника, текст которой разбит на 996 глав, традиционно излагает историю города с основания около 60 г. до н. э. Цезарем на реке Арно поселения римских ветеранов Florentia и разрушения более древнего соседнего города Фьезоле, оплота сторонников Катилины, заканчивая событиями 1386 года. Если принять гипотезу о смерти Бонаюти ещё в августе 1385 года, приходится признать, что известия за 1386 год, в частности, об убийстве 24 февраля неаполитанского короля Карла III, или солнечном затмении в мае, добавлены были его анонимным продолжателем.
Первая часть труда Бонаюти до 1348 года в значительной степени опирается на труд Виллани и потому содержит немало сведений общемирового характера, но начиная с 1356 года в нём излагаются в основном местные события, относящиеся главным образом к истории самой Флоренции. Не обладая художественными достоинствами хроники Виллани и его продолжателей, сочинение Бонаюти местами содержит  более надёжные сведения, причём не только за период 1340—1370-х годов, что заставляет предполагать наличие неизвестных альтернативных источников.
Вместе с тем, повествуя о более ранних эпохах, Бонаюти, в отличие от Дино Компаньи и Джованни Виллани, демонстрирует схематичные и упрощённые представления о социальном устройстве флорентийского общества XIII — первой пол. XIV в., напрямую разделяя его на «надменных» и «порочных» грандов-гибеллинов, заслуженно лишённых власти в результате переворота 1267 года, и «добрых» и «великих» пополанов, которые, по его словам, «почти все… следовали за гвельфами, рассудив, что держат сторону церкви». Картина современного ему социального мира Флоренции второй пол. XIV века выглядит уже несколько более запутанной: внутри слоя «добрых купцов и ремесленников» (итал. buoni mercatanti e artefici), которых он противопоставляет как грандам, так и плебсу, он выделяет членов старших (итал. arti maggiori) и младших (итал. arti minori) цехов, объединявшихся лишь в своём противостоянии чомпи, используя также пару терминов «старшие», «высшие» (итал. maggiori) — «мелкие», «тощие» (итал. minuti).
Информационная насыщенность второй части хроники Бонаюти неоднородна, так, рассказ о флорентийских событиях 1367 года содержит мало сведений, в отличие от периода 1368—1372 годов, тогда как за 1373—1374 годы подробностей вновь становится мало. С 1375 года, и вплоть до смерти Бонаюти в 1386 году, события снова освещаются почти детально. Наибольший интерес вызывают сообщения хроники о тирании Готье де Бриенна (1342—1343) и выступлении сторонников чесальщика шерсти Чуто Брандини (1345), описания эпидемии «чёрной смерти» (1348), гонений гвельфов на гибеллинов в 1350-е годы и войны с Пизой (1362—1364), рассказы о мятеже младших цехов под предводительством Сальвестро де Медичи (июнь 1378 г.) и восстании чомпи (июль 1378 г.), о перевороте магнатов 1382 года и их окончательной расправе с лидерами народных низов.
В своём повествовании о чуме Бонаюти, в частности, отмечает, что болезнь пришла во Флоренцию в марте 1348 года и не прекращалась до сентября, убив не только множество людей, но и их домашних животных, включая собак, кошек и скот, волов, ослов, овец и даже цыплят. Описываются симптомы заболевания, выражавшиеся в лихорадке и кашле с мокротой и кровью, а также появлении бубонов в паху или под мышкой. Врачи не знали, как бороться со смертельной заразой, и это вызывало такой ужас у горожан, что члены одной семьи отказывались друг от друга, бросая больных на произвол судьбы. В результате чего многие умирали лишь из-за отсутствия помощи, оставляемые в брошенных домах.
Большинство церквей были завалены умершими, поэтому повсюду рыли братские могилы, в которые тела укладывались многими слоями. Хоронившие их могильщики щедро оплачивались, и те из них, которые не умерли сами, заработали себе целое состояние. Астрономически выросли цены на товары, продукты и услуги всех видов, особенно на свечи, погребальную одежду и отпевание покойников. Нередко священники и монахи служили заупокойные службы лишь на похоронах богачей. Чтобы скрыть масштабы смертности, синьория запретила публично объявлять о каждых похоронах и звонить при этом в колокола.
Запрещены к продаже были некоторые виды продуктов, например, фиги, бобы и миндаль, якобы служившие источниками заразы, а местные мужчины предпочитали обедать вместе, собираясь по 10 человек и тщательно проверяя готовившуюся пищу. Вместе с тем, многие, нарушая карантин, массово уезжали за город «подышать свежим воздухом», заражая, таким образом, сельских жителей, что ускорило распространение эпидемии. Деятельность торговых и ремесленных гильдий прекратилась, закрылись таверны и мастерские, оставались открытыми лишь церкви и аптеки, настоятели и владельцы которых, наряду с могильщиками, изрядно обогатились.
Общее количество умерших от эпидемии горожан, подсчитанное в октябре 1348 года по приказу епископа Анджело Аччьяйоли и приоров, составило 96 000.
«Флорентийская хроника» Бонаюти — это история не только самого города, но и его ведущих группировок и цеховых объединений, а также выдающихся местных деятелей и политиков. Последовательно описывая на фоне своего подробного исторического отчёта экономический спад и социальный кризис во Флоренции на протяжении второй половины XIV века, началом которым послужила эпидемия чумы, автор не удерживается от морально-дидактических рассуждений, заметив, в частности, по поводу изменчивости позиции лидеров «жирного народа» в отношении магнатов и чомпи, что «каждый льёт воду на свою мельницу». Открыто обращаясь несколько раз к читателям, он извиняется перед ними за своё «невежество» и вульгарную латынь.
Будучи «умеренным представителем флорентийского правящего класса» и сторонником демократических форм правления, очевидно, заинтересованным в развитии родного города и расширении прав цехов, Бонаюти яростно выступает против злоупотреблений чиновников, произвола магнатов и засилья олигархов, представленных в его времена партией гвельфов. Формально поддержав как член балии переворот 1382 года, он однозначно осуждает последовавший вслед за ним закон о восстановлении в правах и переводе в пополанство бывших грандов, прежде обвинявшихся нередко в тяжких преступлениях, а теперь получивших право занимать ответственные посты в правительстве республики.

## Рукописи и издания
Автограф хроники Бонаюти не сохранился, и она известна лишь в 11 более поздних рукописях XV—XVI веков, хранящихся в Национальной центральной библиотеке Флоренции, флорентийских библиотеках Лауренциана и Риккардиана, и др. собраниях.
Первое 11-томное издание хроники было предпринято в 1776—1783 годах во Флоренции учёным отцом-кармелитом членом академии делла Круска Ильдефонсо ди Сан-Луиджи, по четырём известным ему манускриптам. Подготовивший в 1903 году в Читта-ди-Кастелло научную публикацию для серии «Rerum italicarum scriptores» историк Никколо Родолико располагал ещё семью рукописями, наиболее ранняя из которых датирована примерно 1410 годом, т. е. 25 годами позже смерти Бонаюти. Факсимильное переиздание публикации Родолико 1903 года выпущено было в 1955 году в Болонье.

## Публикации
- Istoria fiorentina di Marchionne di Coppo Stefani, pubblicata, e di annotazioni e di antichi munimenti accresciuta ed illustrata da Fr. Ildefonso di San Luigi Carmelitano Scalzo della provincia di Toscana Accademico della Crusca, 11 vol. — Firenze: stamp. di G. Cambiagi, 1776—1783.
- Marchionne di Coppo Stefani. Cronaca fiorentina, a cura di Niccolò Rodolico // Rerum italicarum scriptores. — Tomo XXX. — Parte I. — Città di Castello: S. Lapi, 1903. — cxxi, 677 p.